# Ravna Gora (gmina Ivanjica)
Ravna Gora (cyr. Равна Гора) – wieś w Serbii, w okręgu morawickim, w gminie Ivanjica. W 2011 roku liczyła 104 mieszkańców.